# Герлах, Манфред
Манфред Герлах (нем. Manfred Gerlach, 8 мая 1928, Лейпциг — 17 октября 2011, Берлин) — немецкий политик, председатель Либерально-демократической партии Германии с 1967 по 1990, последний председатель Государственного совета ГДР с 6 декабря 1989 по 5 апреля 1990 года.

## Биография
Манфред Герлах родился 8 мая 1928 года в Лейпциге в рабочей семье. В 1945 году, в 16 лет, вступил в Лейпциге в только что созданную Либерально-демократическую партию Германии (ЛДПГ), позже вошедшую в Национальный фронт ГДР. Возглавил лейпцигскую организацию ЛДПГ. Начал карьеру, работая судебным служащим, в участковом суде Лейпцига. Затем работал в судебных органах Борна. В 1949—1959 годах был членом Центрального совета Союза свободной немецкой молодежи (ССНМ). Депутат Народной палаты ГДР. С 1950 года — член Центрального правления ЛДПГ. В 1954 году в Борне закончил заочное обучение и получил диплом юриста. В 1954—1967 годах — Генеральный секретарь ЛДПГ. Работал в мэрии Лейпцига. С 1960 года — заместитель Председателя Государственного совета ГДР. В 1964 году защитил кандидатскую диссертацию в Немецкой академии общественно-политических наук и юриспруденции в Потсдам-Бабельсберге. С 1967 года — Председатель Либерально-демократической партии Германии, член Президиума Национального совета Национального фронта ГДР. С 1970 года — член Центрального правления и президиума Общества германо-советской дружбы. В 1972 году поддержал экспроприацию последних частных предприятий ГДР. В то же время ЛПДГ была единственной партией ГДР, имевшей прямые связи с родственной ей партией в ФРГ — Свободной демократической партией Германии (СвДП). В 1984 году избран профессором. После 1985 года Герлах приобрел большую популярность.
6 декабря 1989 года почти все руководство ГДР было вынуждено уйти в отставку. На экстренном заседании Государственного совета ГДР, собранном Эгоном Кренцем, подавшим в отставку с поста его Председателя, Манфред Герлах согласно Конституции (будучи до этого заместителем Председателя) стал исполняющим обязанности Председателя Государственного совета ГДР до следующей сессии Народной палаты ГДР.
В феврале 1990 года Герлах покинул пост Председателя ЛДПГ, мотивировав это желанием уступить место новым, молодым деятелям.
5 апреля 1990 года в связи с открытием сессии Народной палаты ГДР полномочия Герлаха как и. о. Председателя Госсовета ГДР были прекращены.
Был членом Союза свободных демократов ГДР, а после объединения Германии вошел в СвДП.
В 1993 году вышел из Свободной демократической партии Германии в связи с судебным разбирательством относительно его деятельности в период ГДР.
Другое судебное разбирательство в отношении Манфреда Герлаха прошло в августе 2000 года в земельном суде Лейпцига. На этот раз его обвиняли в сотрудничестве с Советской военной администрацией в Германии после 1945 года.

## Сочинения
- Manfred Gerlach: Mitverantwortlich. Morgenbuch Verlag, Berlin 1991,